# Musée Suermondt-Ludwig
Le musée Suermondt-Ludwig, en allemand Suermondt-Ludwig-Museum, est un musée d'art à Aix-la-Chapelle, en Allemagne.

## Histoire

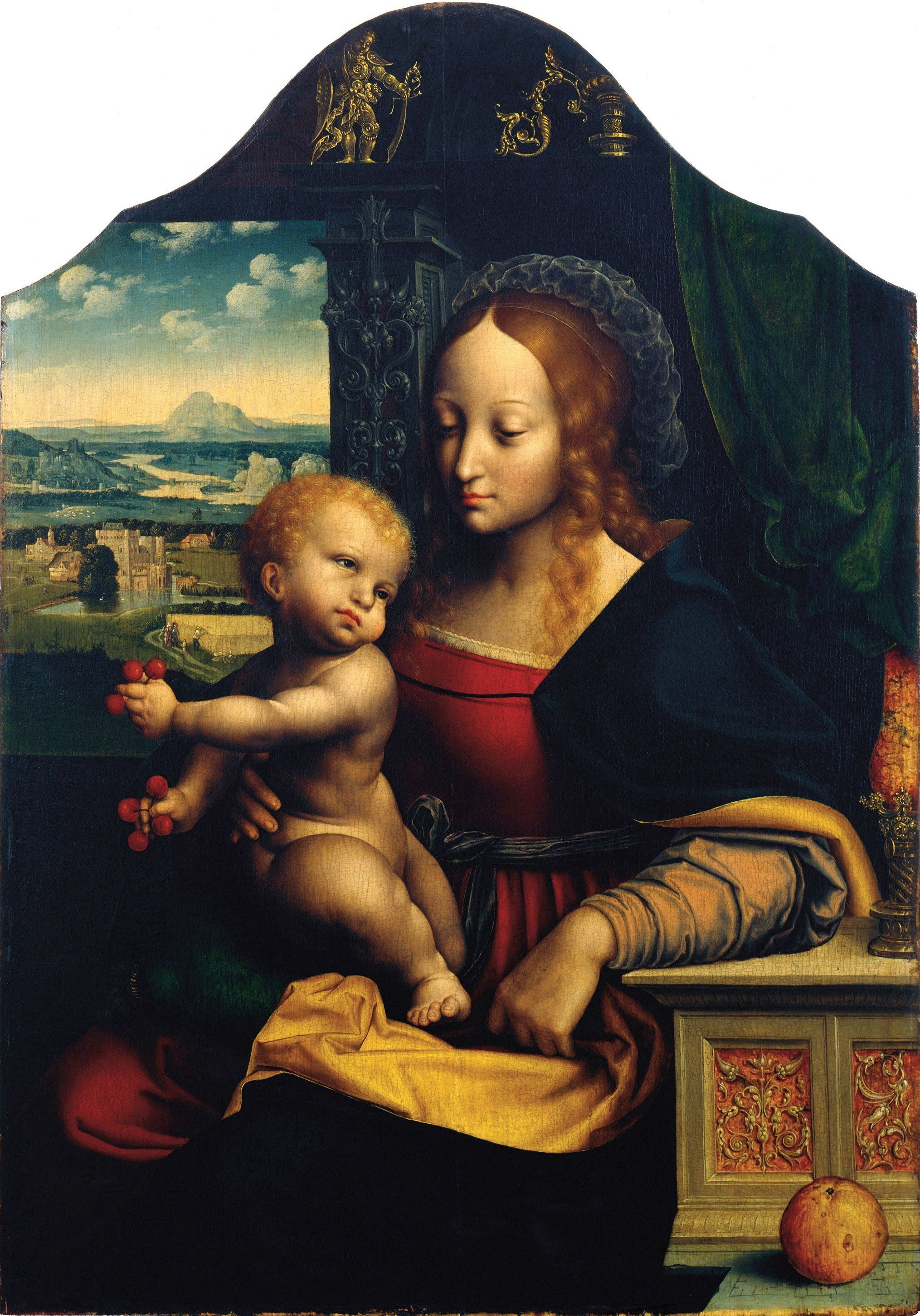
Joos van Cleve, Madone aux cerises.

Une association du musée d'Aix-la-Chapelle en allemand « Aachener Museumsverein » est créée en 1877 dans le but de promouvoir l'établissement d'un musée, et en 1883 un musée municipal est ouvert dans le bâtiment appelé « Alte Redoute » (la Vieille Redoute). Il est d'abord appelé le musée Suermondt, d'après le fondateur Barthold Suermondt (en), qui fait don de 105 peintures de sa collection à la ville. Cette collection, avec de nombreuses autres œuvres vendues ultérieurement à Berlin, pouvait être vue dans la galerie Suermondt d'Aix-la-Chapelle avant même l’ouverture du musée.
En 1901, le musée est transféré dans la villa Cassalette (de), un immeuble appartenant à la famille Cassalette qui a fait fortune à travers la Aachener Kratzenfabrik Cassalette (de) qui produisait des laineuses à cardes. Dans les décennies suivantes, le bâtiment est progressivement étendu pour abriter les collections toujours croissantes du musée; la dernière extension, par adjonction d'un nouveau bâtiment, date de 1992-1994. Des dons importants sont reçus notamment d'Anton Ignaz van Houtem et de Franz Johann Joseph Bock.
C’est en 1977 qu’il prend sa dénomination actuelle Suermondt-Ludwig-Museum pour rendre hommage à Irène et Peter Ludwig, très grands collectionneurs allemands, qui ont fait don, entre autres, de leur fonds médiéval.

## Le bâtiment

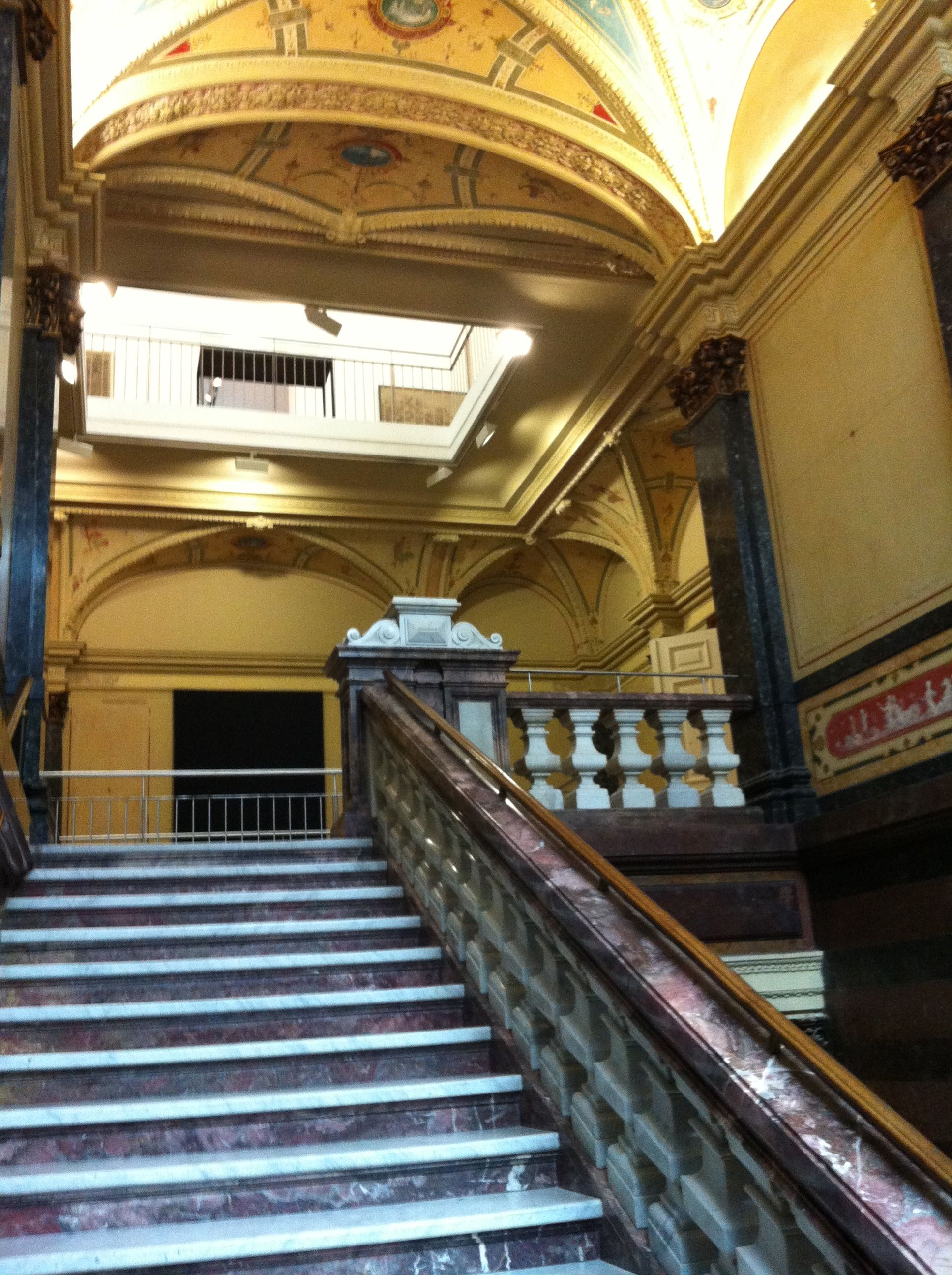
Intérieur de la villa Cassalette : escalier central.

La famille Cassalette, riches propriétaires d'usine à Aix-la-Chapelle, ont demandé à l'architecte Eduard Linse de construire une résidence dans le style néo-Renaissance inspirée par un palais vénitien. L'intérieur de la villa Cassalette était richement décoré de peintures murales dans le style de Pompéi, des caissons de stuc au plafond, et de nombreuses sculptures. De petits changements et aménagements ont été réalisés après la transformation en musée en 1901, mais une grande partie de l'intérieur d'origine a été restauré pour le rendre à nouveau visible. En 1992-1994, le bureau d'architectes Busmann & Haberer a conçu une extension importante, ajoutée sur la gauche du bâtiment principal.

## Collections
Les plus anciens objets de la collection sont des sculptures allemandes du XIIe au XVIe siècle. Elles comprennent des œuvres de Tilman Riemenschneider, Heinrich Douvermann et Aert van Tricht (en). Parmi les peintures les plus anciennes figurent une Adoration des mages par le Maître de la Glorification de Marie et une œuvre de Joos van Cleve. Des tableaux du XVIe siècle comprennent une Judith de Lucas Cranach l'Ancien, une Mater Dolorosa de Albert Bouts et une Marie-Madeleine par Cornelis Engebrechtsz. Des artistes importants du XVIIe siècle sont représentés, notamment les Espagnols Francisco de Zurbarán, Luis de Morales et José de Ribera et l'Italien Bartolomeo Manfredi. Une collection importante de tableaux de Flandres et des Pays-Bas montre des œuvres d'Antoine van Dyck, Jacob Jordaens, Frans Snyders, Jacob van Ruisdael, Frans Hals, Willem Claeszoon Heda, Willem Kalf, Joseph de Bray (de) et Jan Boeckhorst.
La collection d'art moderne est restreinte aux artistes vivant ou travaillant en Allemagne, y compris Alexej von Jawlensky, Otto Dix, Max Beckmann, August Macke et Andreas Achenbach.
D'autres disciplines sont exposées au musée, comme une large collection de peintures sur verre, 10 000 dessins et gravures par des artistes comme Albrecht Dürer, Rembrandt et beaucoup d'autres, des tapisseries flamandes, et des œuvres d'orfèvrerie.

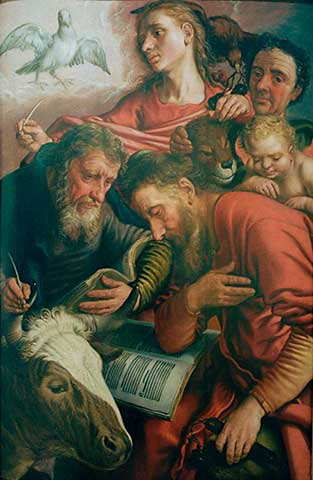
Pieter Aertsen, Les Quatre Évangélistes
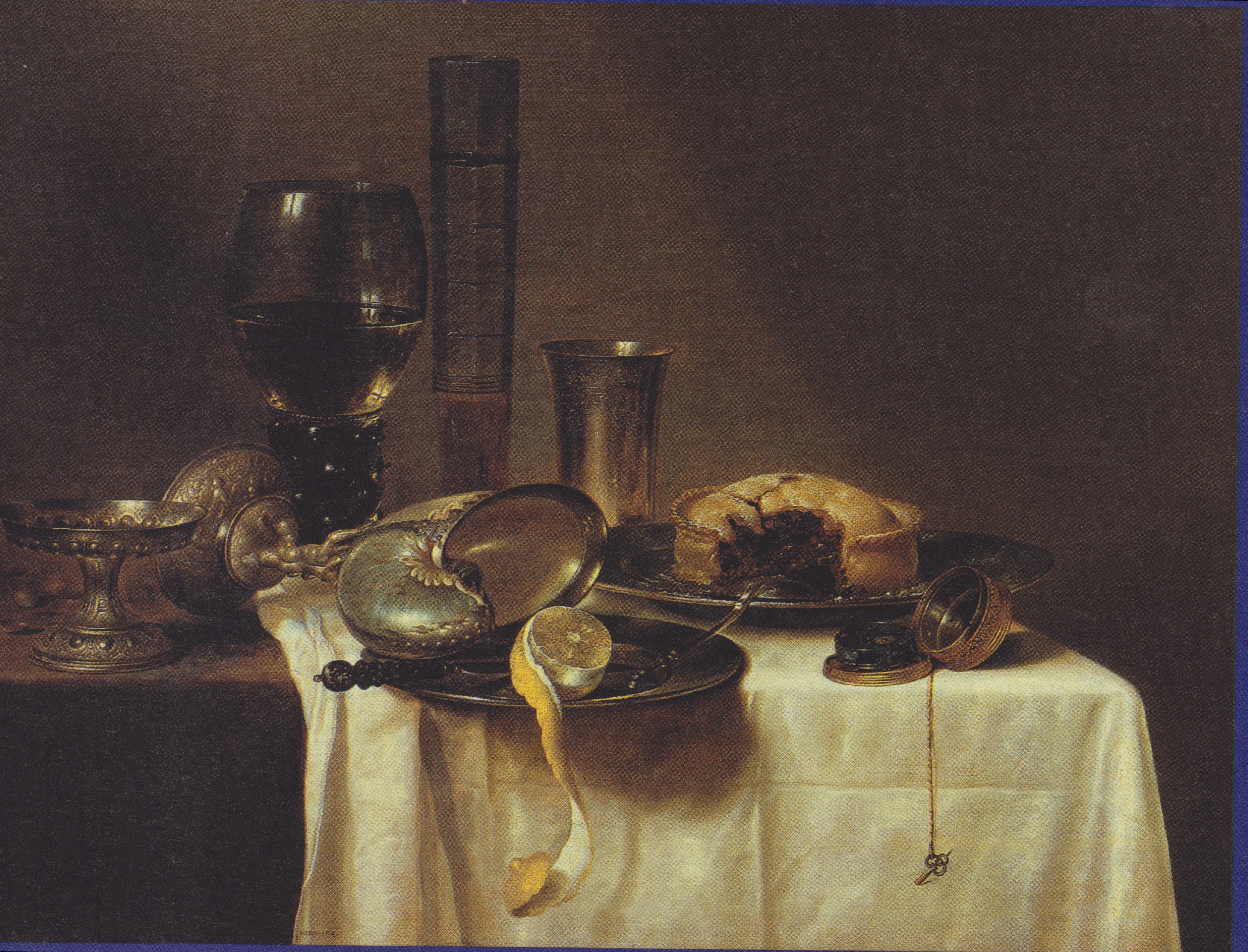
Willem Claeszoon Heda, Nature morte avec une coupe en nautile
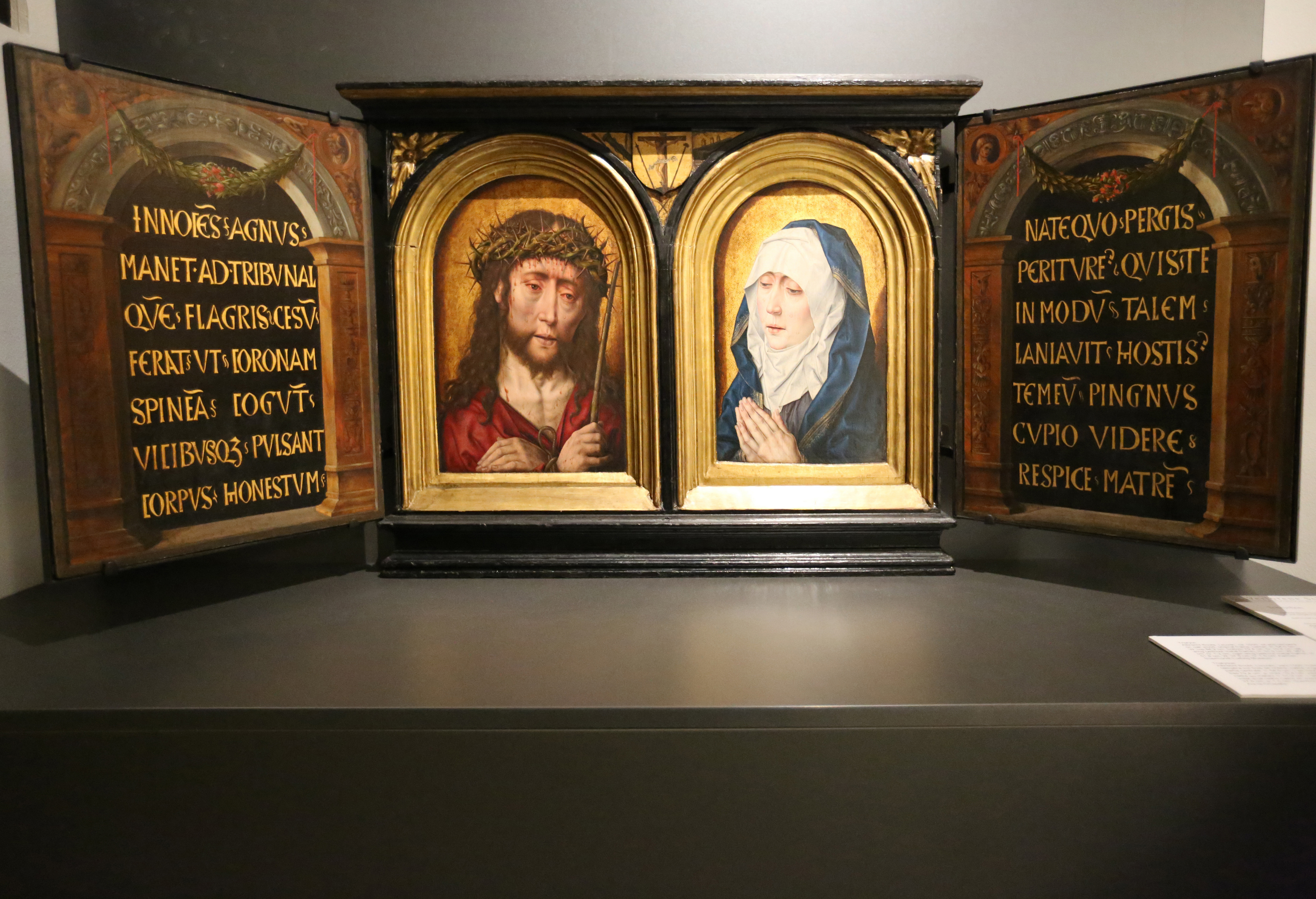
Albert Bouts, Diptyque (vers 1500), prêt temporaire
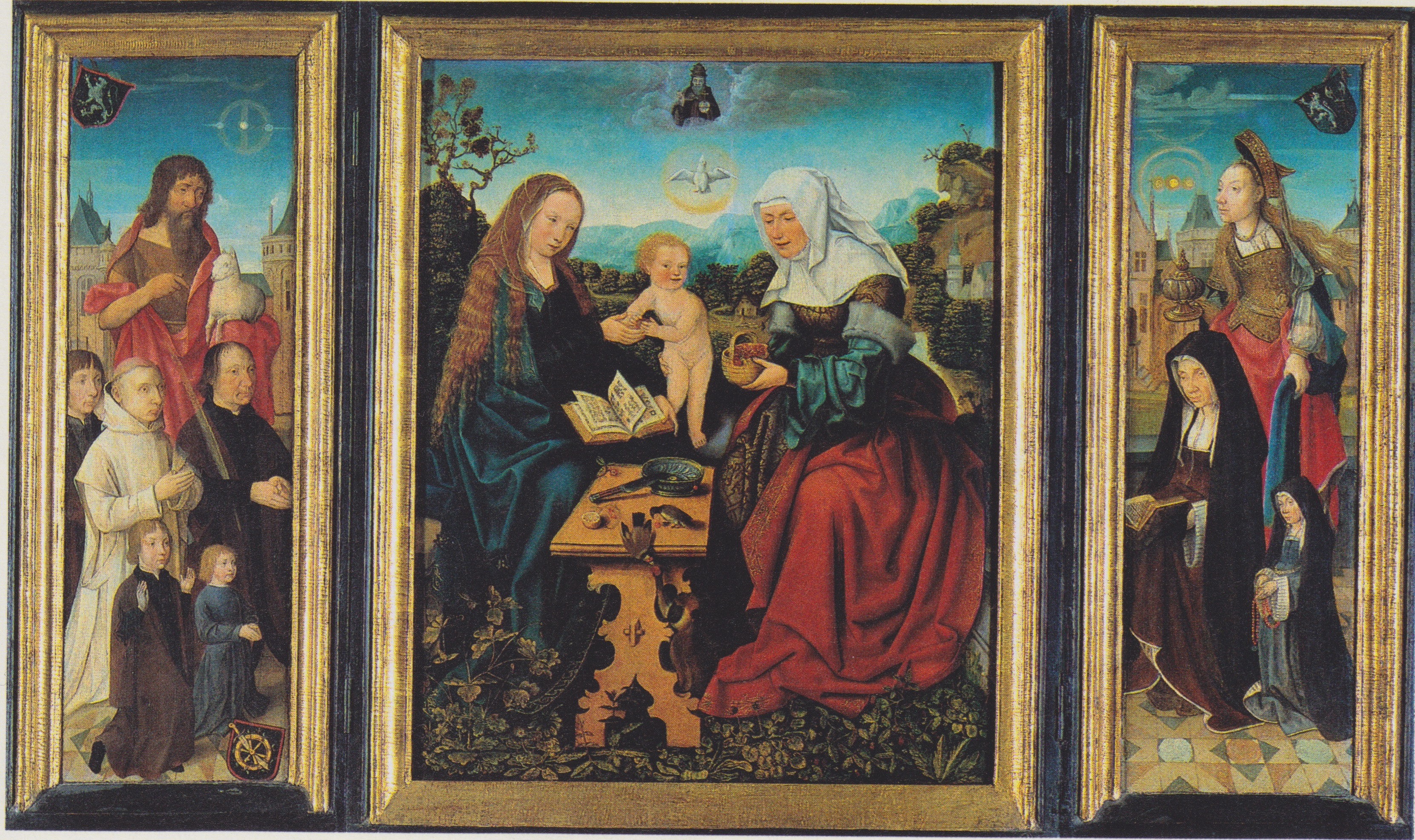
Maître de Francfort, Triptyque de sainte Anne de la famille van Beest (1514)